# Blaignan-Prignac
Blaignan-Prignac – gmina we Francji, w regionie Nowa Akwitania, w departamencie Żyronda. W 2013 roku liczba ludności wynosiła 465 mieszkańców. 
Gmina została utworzona 1 stycznia 2019 roku z połączenia dwóch ówczesnych gmin: Blaignan oraz Prignac-en-Médoc. Siedzibą gminy została miejscowość Blaignan. 